# М'ясниковський район
М'яснико́вський райо́н — адміністративна одиниця у складі Ростовської області, територія якого безпосередньо примикає до обласного центру — міста Ростова-на-Дону. Адміністративний центр — село Чалтир.
На прапорі зображено 7 бджіл за кількістю сільських поселень, золотого анійського барса, бо прабатьківщиною донських вірмен є місто Ані; над барсом солярний знак вічності; червоним вимощено кладку з вірменського туфового каменю.

## Географія
Територія району становить 880 км². Район межує з Аксайським, Азовським, Неклинівським, Родіоново-Несвітайським районами Ростовської області, а також із містом Ростов-на-Дону.
Територією району протікають такі річки: Донський Чулек, Велика Кам'яна, Лагутник, Мертвий Дінець, Мокрий Чалтир, Морський Чулек, Стара Криниця, Сухий Самбек, Сухий Чалтир, Темерник, Тузлов, Хавали.

## Історія

### Танаїс
Біля хутора Недвигівка за античної доби, у III столітті до нашої ери — V столітті нашої ери, існувало стародавнє місто Танаїс. Воно відносилося до Боспорської держави. 

### Вірменське заселення з Криму
Заселення вірменами земель цього району відбувається наприкінці XVIII століття. 14 листопада 1779 року II ухвалила Указ про депортацію з Криму до Приазов'я значних за чисельністю груп християнського населення Криму. Греки були переселені до району сучасного Маріуполя, а вірмени — «до округи фортеці святого Дмитра Ростовського» (так ішлось у царському Указі). 1780 року тисячі вірменів прибули на нове місце проживання, заснувавши місто Нахічевань (з 1928 року об'єднано в одне місто з Ростовом-на-Дону) і п'ять сіл: Чалтир, Крим, Великі Сали, Султан-Сали і Несветай.

### М'ясниковський національний вірменський район
Вірменські поселення початкового заселення склали території сучасного М'ясниковського району. Район утворено 1926 року рішенням Великої президії Донвиконкому, що постановила виділити зі складу Аксайського району Вірменський район. Вірменський район був безпосереднім побажанням вірменського населення Донського округу, з адміністративним центром у місті Нор Нахічеван. Вірменський район було названо на честь загиблого незадовго до того в авіаційній катастрофі політичного та державного діяча більшовицької партії, уродженця міста Нор Нахічеван Олександра М'ясникова (М'ясникяна).
Датою створення М'ясниковського району вважається 10 травня 1926 року, коли відбувся перший районний установчий з'їзд Рад.
З травня 1926 до 1928 року центром району було місто Нор Нахічеван. З кінця 1928 року центром району було село Крим, а з вересня 1929 донині райцентром є село Чалтир. 

### Зміни району
1929 року до складу району було включено хутір Калінін. 
1933 року до складу району також було включено Хаперську сільську раду з хуторами Недвигівка, Хапри та Мокрий Чалтир.
1963 року М'ясниковський район було об'єднано з Неклинівським районом з райцентром в селі Покровське.
З 1965 року М'ясниковський район знову став окремою адміністративно-територіальною одиницею. Того ж року до складу району було включено Петровську сільраду, що раніше входила до складу Неклиновського району.

### Німецько-радянська війна
За часів війни територія району двічі, як і Ростов-на-Дону, була під владою німецької адміністрації. 17 листопада 1941 року, під час наступу німців на Ростов, на кургані Бербер-Оба під селом Великі Сали батарея Сергія Оганова стала до бою з танками противника. Оганівці підбили 12 танків, не пропустивши їх на своїй ділянці, але й самі загинули. Командиру батареї Сергію Оганову та комісару Сергію Вавилову — вірменину та росіянину — було посмертно надано звання Героїв Радянського Союзу, бійці нагороджені орденами. Той героїчний епізод війни закарбовано у скульптурній композиції меморіалу «Артилерійський курган», зведеного вдячними ростовцями й жителями М'ясниковського району 1972 року на місці бою.
Окрім «Артилерійського кургану», на території М'ясниковського району є ще близько 20 пам'ятників героям Великої Вітчизняної війни. Один із найоригінальніших меморіалів загиблим воїнам відкрито в селі Крим. Там, на плитах меморіального комплексу, викарбувано імена всіх односелеців, які загинули за Батьківщину. А у спеціально збудованій будівлі, облицьованій рожевим туфом з Вірменії, подано сотні фотографій жителів села, хто не повернувся з війни. Відбудову допомагали робити м'ясниківцям жителі Вірменії, які відрядили техніку, будматеріали, грошові кошти.

## Населення
Населення району становить близько 37,4 тисяч осіб (за даними перепису 2002 року). Більшість населення (близько 60%) складають вірмени. Разом у районі проживають представники близько 20 національностей.

## Адміністративний поділ
До складу М'ясниковського району входять 7 сільських поселень, що включають 23 населених пункти:
1. Великосальське сільське поселення (село Великі Сали, село Несвітай)
2. Калінінське сільське поселення (хутір Калінін)
3. Краснокримське сільське поселення (хутір Красний Крим, хутір Ленінаван, хутір Ленінакан, село Султан-Сали)
4. Кримське сільське поселення (село Крим)
5. Недвиговське сільське поселення (хутір Недвиговка, хутір Веселий, хутір Хапри, селище Щедрий)
6. Петровське сільське поселення (слобода Петровка, село Александровка Друга, хутір Баєвка, село Валуєво, село Калмиково, село Карпо-Николаєвка, хутір Савченко, хутір Стоянов, хутір Чкалова)
7. Чалтирське сільське поселення (село Чалтир, хутір Мокрий Чалтир)

## Економіка
Нині М'ясниковський район — один з найбільш економічно розвинених на Дону. Там гарно розвинуті землеробство, овочівництво і тваринництво. Основу економіки М'ясниковського району становить саме сільське господарство. У цій галузі працює більшість працездатного населення, діють 8 крупних сільгосппідприємств і понад 500 селянських (фермерських) господарств. Більшість виробленої там продукції вживається жителями Ростова-на-Дону й інших великих міст Ростовської області.

### Транспорт
Через район прокладено федеральну автомобільну дорогу «Воронеж—Ростов-на-Дону—Маріуполь» і залізницю зі станцією Хапри, що сполучає Ростов-на-Дону і Таганрог. Всі населені пункти району сполучені з райцентром дорогами з твердим покриттям. Організовано автобусне сполучення між селами району та містом Ростов-на-Дону.

## Пам'ятки

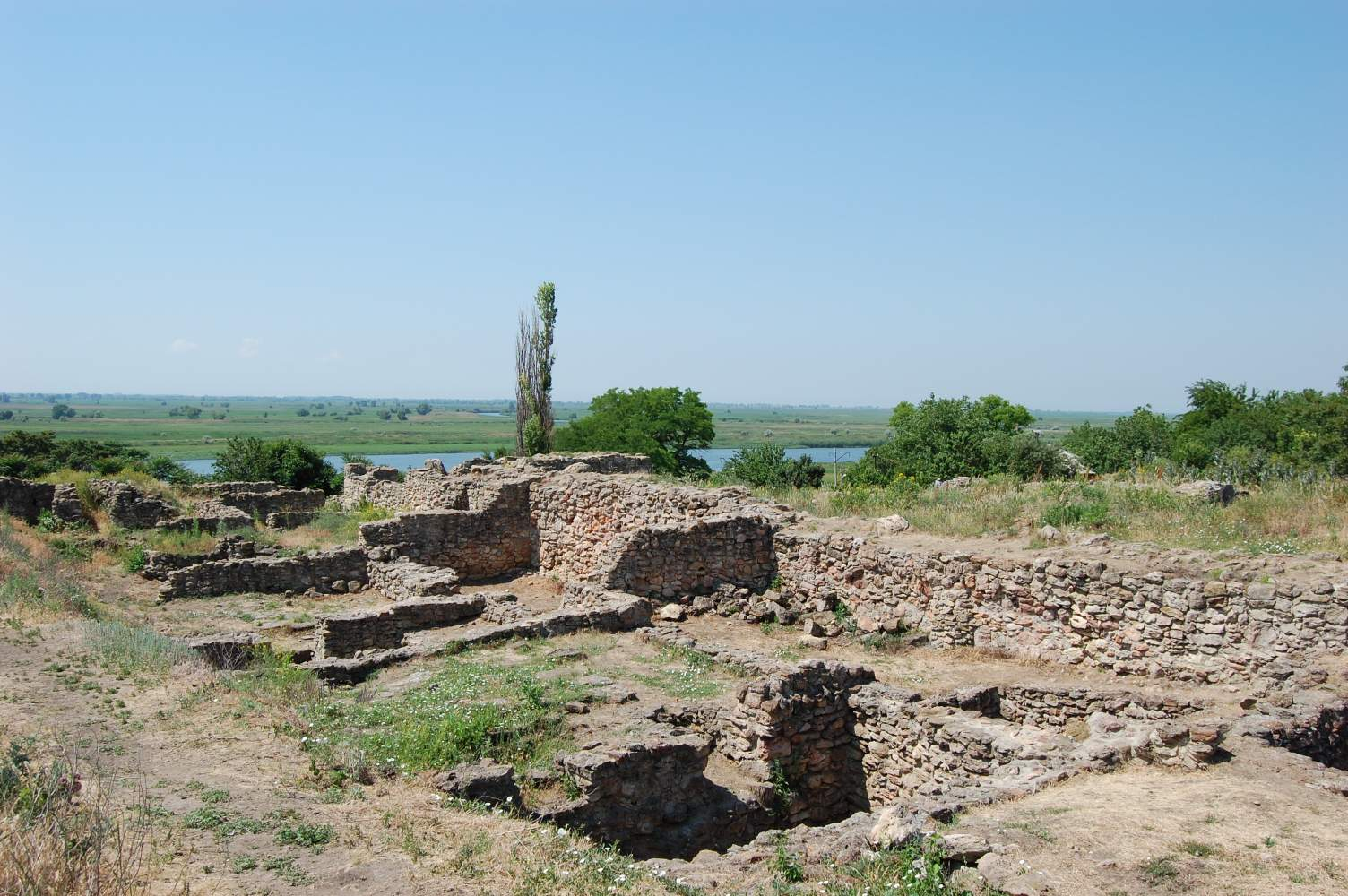
Розкопки Танаїса

### Археологічний музей-заповідник Танаїс
В районі є низка туристичних об'єктів. Широко відомий археологічний музей-заповідник Танаїс. Зусиллями археологів там розкопано оборонні стіни, житлові квартали, вежі, брами.
Найцікавіші знахідки представлено в музейній експозиції, відкритій 1961 року.
Можна побувати й безпосередньо на місці розкопок. На території музею-заповідника обладнано оригінальний, стилізований під старовину, сценічний майданчик, де на відкритому повітрі проводяться театральні вистави та поетичні свята.

### Музей Мартироса Сар'яна
Музей у невеличкому селищі Чкалова, на межі М'ясниковського та Неклинівського районів. Там зберігається пам'ять про великого вірменського живописця, уродженця району Мартироса Сар'яна.

### Старовинні церкви
Церковні пам'ятники архітектури у в селах Великі Сали, Султан Сали й Несвітай.